# Harutsuki
L'Harutsuki (春月? lett. "Luna primaverile") è stato un cacciatorpediniere della Marina imperiale giapponese, nona unità della classe Akizuki. Fu varato nell'agosto 1944 dall'arsenale di Sasebo ma, sotto bandiera nipponica, non partecipò ad alcuna azione di rilievo; dopo la fine della guerra passò all'Unione Sovietica, che lo impiegò almeno fino al 1965.

## Servizio operativo

### Costruzione
Il cacciatorpediniere Harutsuki fu ordinato nell'anno fiscale edito dal governo giapponese nel 1941. La sua chiglia fu impostata nel cantiere navale dell'arsenale di Sasebo il 23 dicembre 1943 e il varo avvenne il 3 agosto 1944; fu completato il 28 dicembre dello stesso anno. Il comando fu affidato al capitano di fregata Satoru Kohama e la nave fu assegnata all'11ª Squadriglia cacciatorpediniere, dipendente dalla Flotta Combinata e demandata all'addestramento delle nuove unità in tempo di guerra.

### Con la Marina imperiale
Il 20 gennaio 1945 l'Harutsuki fu scelto come nave ammiraglia della 103ª Squadriglia di scorta, una delle componenti della 1ª Flotta di scorta; continuò quindi le esercitazioni e i collaudi nel Mare interno di Seto. In questi primi mesi dell'anno il cacciatorpediniere aggiunse fino a trenta cannoni Type 96 da 25 mm in postazioni individuali e le bombe di profondità crebbero a settantadue. A cominciare dall'8 marzo iniziò a espletare missioni di scorta e difesa del pur ridotto traffico navale tra le isole metropolitane e gli altri territori dell'Impero giapponese, rimanendo comunque nelle acque nazionali. Il 10 luglio transitò con il reparto d'appartenenza alla debole 7ª Flotta. Spesso di base a Sasebo, era appena arrivato il 15 agosto a Kure quando fu diffusa la notizia della capitolazione giapponese: passò così sotto la giurisdizione delle autorità d'occupazione statunitensi che provvidero a rimuovere ogni arma e attrezzatura militare; il 5 ottobre successivo fu rimosso dai ruoli della Marina imperiale. Fu rapidamente riadattato per partecipare alla colossale opera di rimpatrio di militari e civili giapponesi, sparpagliati in Asia orientale: fu destinato a tale compito già a poche settimane dalla conclusione della guerra, che ebbe però una formale sanzione soltanto il 1º dicembre, con la formazione del 2º ministero per la Smobilitazione che (pur con la supervisione americana) ebbe sotto di sé la responsabilità della buona riuscita dell'operazione.

### Con la Marina sovietica

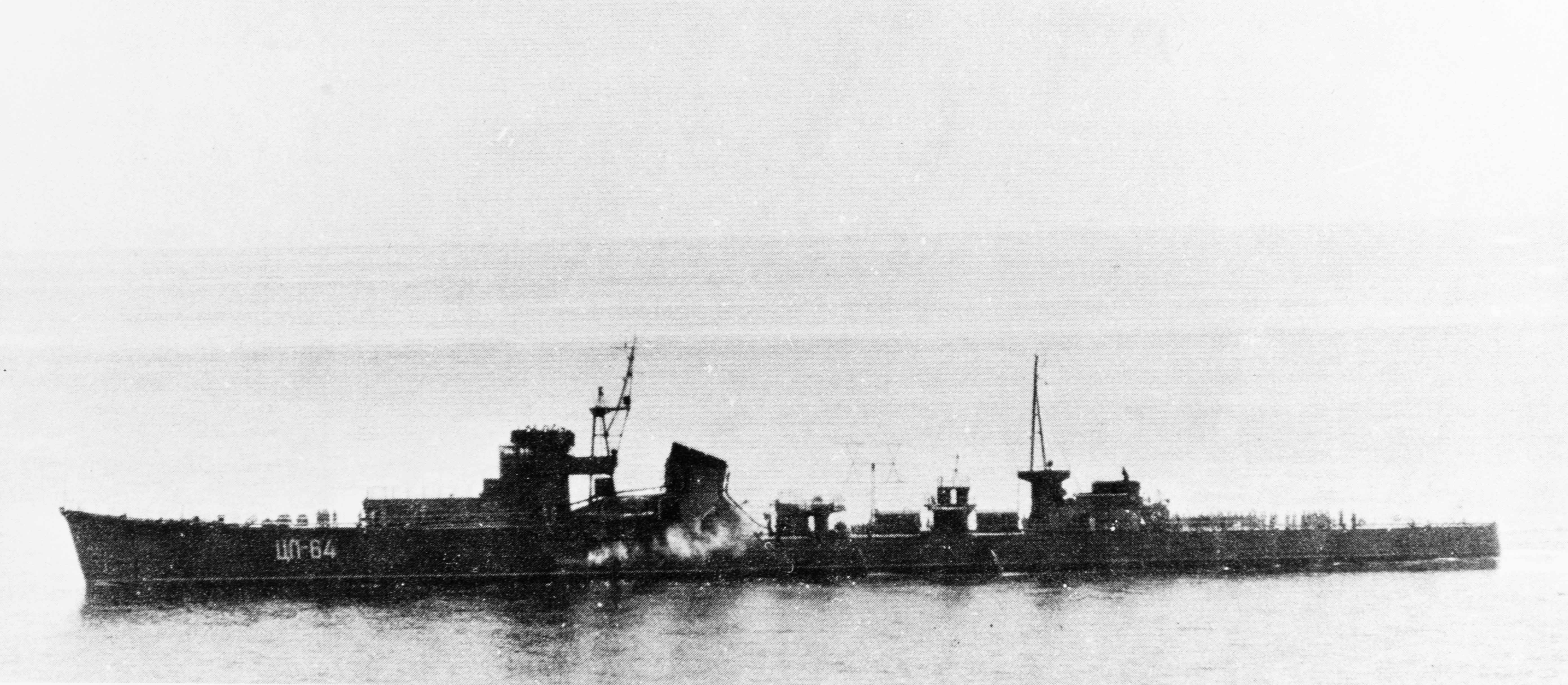
La nave bersaglio TsL-64 nel luglio 1959, ex Harutsuki

Nel frattempo le potenze vincitrici decisero il destino dell'unità e dell'altro naviglio leggero giapponese catturato; la spartizione avvenne nel corso di quattro incontri al quartier generale dello SCAP: durante la terza riunione, del 15 agosto 1947, l'Harutsuki fu assegnato all'Unione Sovietica in conto di riparazione di guerra. La cessione divenne effettiva il 28 agosto seguente e la nave fu indirizzata con un equipaggio misto al porto secondario di Nachodka vicino a Vladivostok, da dove i giapponesi furono riportati in patria: l'Harutsuki fu incorporato nella Flotta del Pacifico della Voenno morskoj flot con il nuovo nome Vnimatelnyi e fu subito oggetto di revisione e riequipaggiamento con materiali sovietici; il 25 settembre fu però ribattezzato Vnezapny e ufficialmente messo in servizio. In realtà i sovietici, di tutte le unità ricevute dal Giappone, riuscirono a ripristinare solo l'ex Hibiki alla piena operatività e, infatti, già il 15 aprile 1948 l'Harutsuki/Vnezapny fu spostato nella riserva generale e nuovamente sottoposto a raddobbo; poté così riprendere servizio il 28 aprile 1949 come nave scuola e con il nuovo nome Oskoli.
Secondo il terzo numero del Warship International del 1980, l'unità era in uno stato pietoso nel luglio 1950 e il documento 222-R dell'Office of Naval Intelligence stimò che sarebbero occorsi una revisione e un riequipaggiamento completi. L'Oskoli fu di stanza a Vladivostok dal 1º novembre 1954 ma, pare, in uno stato di bassa operatività, con un armamento ridotto al minimo. Il 12 marzo 1955 fu declassata a nave caserma con il codice PKZ-65, salvo essere presto scelta per essere tramutata in nave bersaglio: la conversione fu effettuata in qualche mese e il 2 giugno l'unità tornò in servizio come TsL-64. Fu fotografata dalla United States Navy nel Mar del Giappone nel luglio 1959, immagine che consentì di apprezzare la trasformazione della poppa in zona d'atterraggio per elicottero e, a mezzanave, la presenza di un radar P-8 a grande raggio. La TsL-64 espletò le sue funzioni per una decina d'anni e, sempre più logorata, fu ridotta una seconda volta a nave caserma il 27 agosto 1965, con il codice PKZ-37 e con base a Vladivostok. Il 4 giugno 1969 fu infine depennata dal registro delle unità in servizio con la Marina sovietica, sebbene il suo destino ultimo non sia specificato dalle fonti consultate.